# Glaire
Glaire település Franciaországban, Ardennes megyében. Lakosainak száma 824 fő (2022. január 1.). Glaire Donchery, Floing, Saint-Menges és Sedan községekkel határos.

## Népesség
A település népességének változása:
| Lakosok száma | 656  | 993  | 935  | 922  | 916  | 909  | 884  | 845  | 832  | 824  |
|               | 1975 | 1990 | 1999 | 2008 | 2013 | 2015 | 2017 | 2019 | 2020 | 2022 |